# Tijdlijn van het boeddhisme
De tijdlijn van het boeddhisme begint in feite bij het leven van Gautama Boeddha. Over de precieze data in zijn leven bestaan verschillende opvattingen. De meest recente datering dat Boeddha geleefd heeft is van ca. 450 tot ca. 370 v.Chr. Door moderne geleerden wordt ook de periode van ca. 480-400 gesuggereerd.
Er zijn momenteel vier theorieën over het precieze geboortejaar van de Boeddha: 623, 566, 448 en 490 voor Christus. De data van zijn verlichting (nirwana) en overlijden (parinirvana) zijn respectievelijk 35 jaar en 80 jaar later.

## Geboortejaar: vier theorieën
De vroege datum van 623 voor Christus wordt in de Theravada boeddhistische landen aangehangen. Over het algemeen wordt deze datum echter door de moderne wetenschap verworpen omdat hij niet gevalideerd kan worden in oude boeddhistische geschriften. Deze datum wordt pas vermeld in geschriften in de 11e eeuw na Christus.
De datum van 566 (of soms 563) voor Christus is de momenteel meest gangbare geboortedatum van de Boeddha in de geloofstradities zelf. De basis van deze theorie zijn oude Sri Lankaanse geschriften zoals de Mahavamsa en de Culavamsa, oude Sri Lankaanse commentaren waarin een tijdlijn van Sri Lanka en het boeddhisme opgenomen is.
In de meeste oude Sanskriet teksten van het Mahayana en het Tibetaans boeddhisme wordt vermeld dat de geboorte van de Boeddha in het jaar 448 voor Christus plaatsvond. Door sommige historici wordt deze theorie als het waarschijnlijkst beschouwd.
Volgens de meest recente theorie, die door R. Gombrich in 1991 op een boeddhistisch congres werd gepresenteerd, is de Boeddha geboren in het jaar 490 voor Christus, waarop inmiddels verdere verfijningen zijn toegepast die de datering brengen van ca. 450 tot ca. 370 v.Chr. of van ca. 480-400 v.Chr.

## Data van het Nirwana en Parinirvana
Vast staat dat de Boeddha het nirwana of nibbana (verlichting) bereikte toen hij 35 jaar oud was, en toen hij 80 was het Parinibbana (fysiek overlijden en compleet nirwana) bereikte.

## De precieze dag
De geboorte, het nirwana en het parinirvana van de Boeddha vonden alle tijdens de volle maan van de Indische maand Vesakha plaats. De geboorte, het nirwana en het parinirvana van de Boeddha worden jaarlijks herdacht in het festival van Vesakha Puja, wat (afhankelijk van het jaar) in april of mei valt.
In de tijd van de Boeddha werd in India de historische hindoe maankalender gebruikt. De tegenwoordige hindoe kalender is niet hetzelfde omdat deze vastgekoppeld is aan loop van de zon, wat in de tijd van de Boeddha niet het geval was. Eenzelfde dag in de historische hindoe maankalender valt in verschillende jaren op steeds een andere dag in de huidige hindoe (zon)kalender.
| Gebeurtenis | Theravada Traditie | Sri Lankaanse Geschriften | Mahayana Geschriften | R. Gombrich |
| ----------- | ------------------ | ------------------------- | -------------------- | ----------- |
| Geboorte    | 623 v.Chr.         | 566 v.Chr.                | 448 v.Chr.           | 490 v.Chr.  |
| Nirwana     | 588 v.Chr.         | 531 v.Chr.                | 413 v.Chr.           | 465 v.Chr.  |
| Parinirvana | 543 v.Chr.         | 486 v.Chr.                | 368 v.Chr.           | 410 v.Chr.  |

Zowel de Sri Lankaanse geschriften als de Mahayana geschriften baseren hun jaartelling op de kroning van Koning Asoka in 268 voor Christus. De Sri Lankaanse geschriften vermelden dat het parinirvana 218 jaar voor de kroning van koning Asoka plaatsvond, terwijl veel Mahayana geschriften vermelden dat het parinirvana 100 jaar voor de kroning van koning Asoka plaatsvond.